# Johan Martin Preisler
Pour les articles homonymes, voir Preisler et Preissler.
 (juillet 2021).
Johan Martin Preisler, ou Preissler (Nuremberg, 14 mars 1715 - Copenhague, 17 novembre 1794) est un graveur allemand actif à Paris avant de s'établir au Danemark.

## Biographie
Johan Martin Preisler est le fils du peintre Johann Daniel Preisler (1666-1737), directeur de l'Académie de peinture à Nuremberg, et de Anna Felicitas (née Riedner). Son grand-père est le peintre Daniel Preisler (1627-1665). Quatre de ses frères et sœurs sont également des artistes réputés: Johann Justin Preisler (1698-1771), Georg Martin Preisler (1700-1754), Barbara Helena Preisler, épouse du peintre Wilhelm Oeding (1700-1754), et Valentin Daniel Preisler (1717-1765). La famille Preisler est issue d'une ancienne dynastie verrière en Bohème.
Johan Martin Preisler est d'abord l'élève de son père et de son frère Georg Martin Preisler. Une gravure en 1737 d'après le David et Abigaël de Guido Reni est remarquée à Paris par le graveur Laurent Cars (1669-1771), qui lui offre en 1739 une place dans son atelier. Preisler devient ainsi le collègue de talents tels que George Friedrich Schmidt (1712-1775) et Jean Georges Wille (1715-1808), avec lesquels il se lie d'amitié. Il grave des pages diverses d'après Charles Le Brun (1619-1690) pour l'ouvrage de Jean-Baptiste Massé sur Versailles, le Cardinal de Bouillon d'après Hyacinthe Rigaud, et un Ganymède d'après Jean-Baptiste Pierre.
J.H.E. Bernstorff, ayant à Paris repéré son talent, lui propose de venir à Copenhague où il devient graveur à la Cour, ainsi que - dès 1754 - professeur à l'Académie de Charlottenborg. En 1777, il est nommé Conseiller d'Etat et puis membre de l'Académie impériale de Augsburg. Il grave la série des Rois du Danemark pour l'ouvrage monumental de Johann Heinrich Schlegel ainsi que de nombreuses autres gravures d'après Guido Reni, Raphaël ou parfois des motifs propres. Ses gravures sont d'une grande qualité.
Il épouse en 1784 Anna Sophie Schuckmann (1720-1800), fille d'un professeur de l'Université de Rostock. L'hiver, il habite le Palais de l'Académie à Charlottenborg et l'été dans la maison Gramlille, dans la commune de Lyngby au Nord de Copenhague. Il y rassemble la communauté de poètes allemands qui réside alors à Copenhague, en premier lieu desquels le célèbre poète Klopstock, lequel écrit notamment une poésie sur Preisler (Der Eisläufer).
Preisler a pour fils le graveur Johann Georg Preisler (1757-1831) et l'acteur et écrivain Joachim Daniel Preisler (1755-1809), époux de l'actrice Marie Cathrine Preisler (1761-1797).

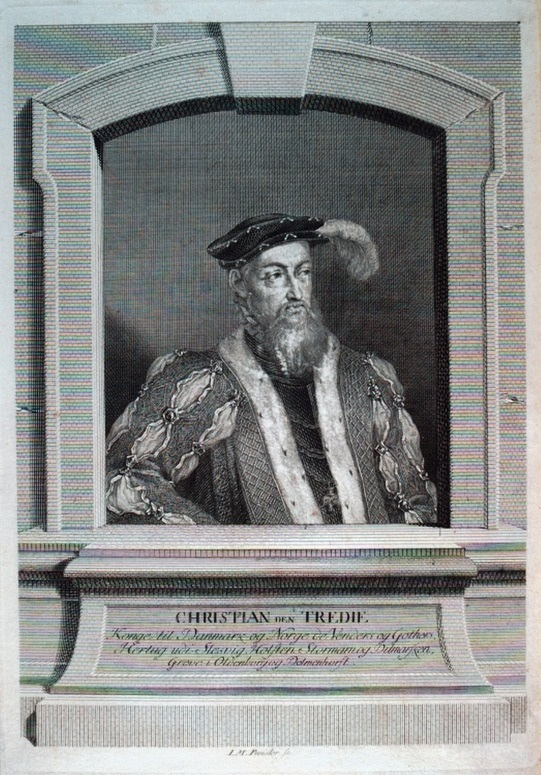
Portrait de Christian III (roi de Danemark).
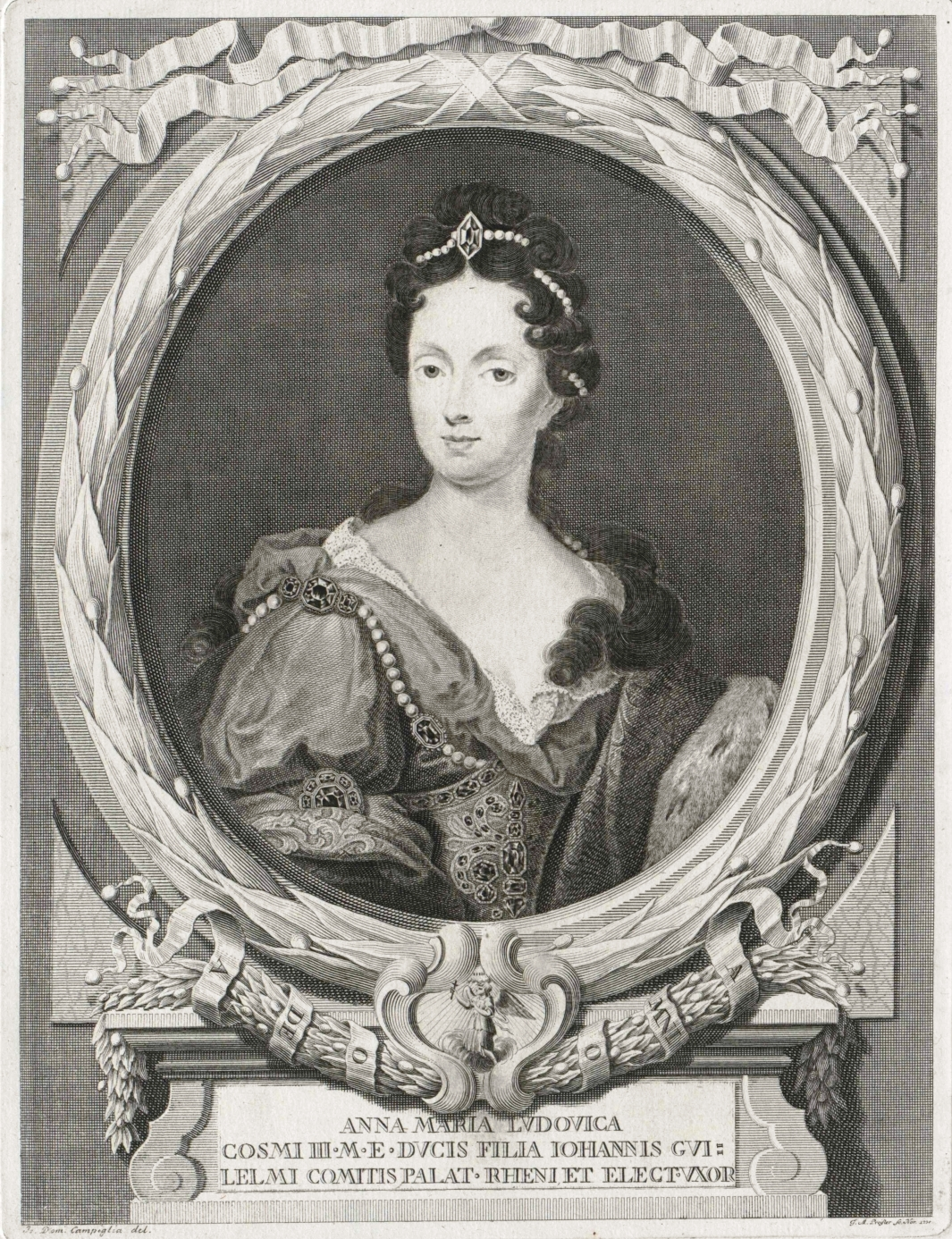
Portrait d'Anne-Marie-Louise de Médicis, d'après Giovanni Domenico Campiglia.
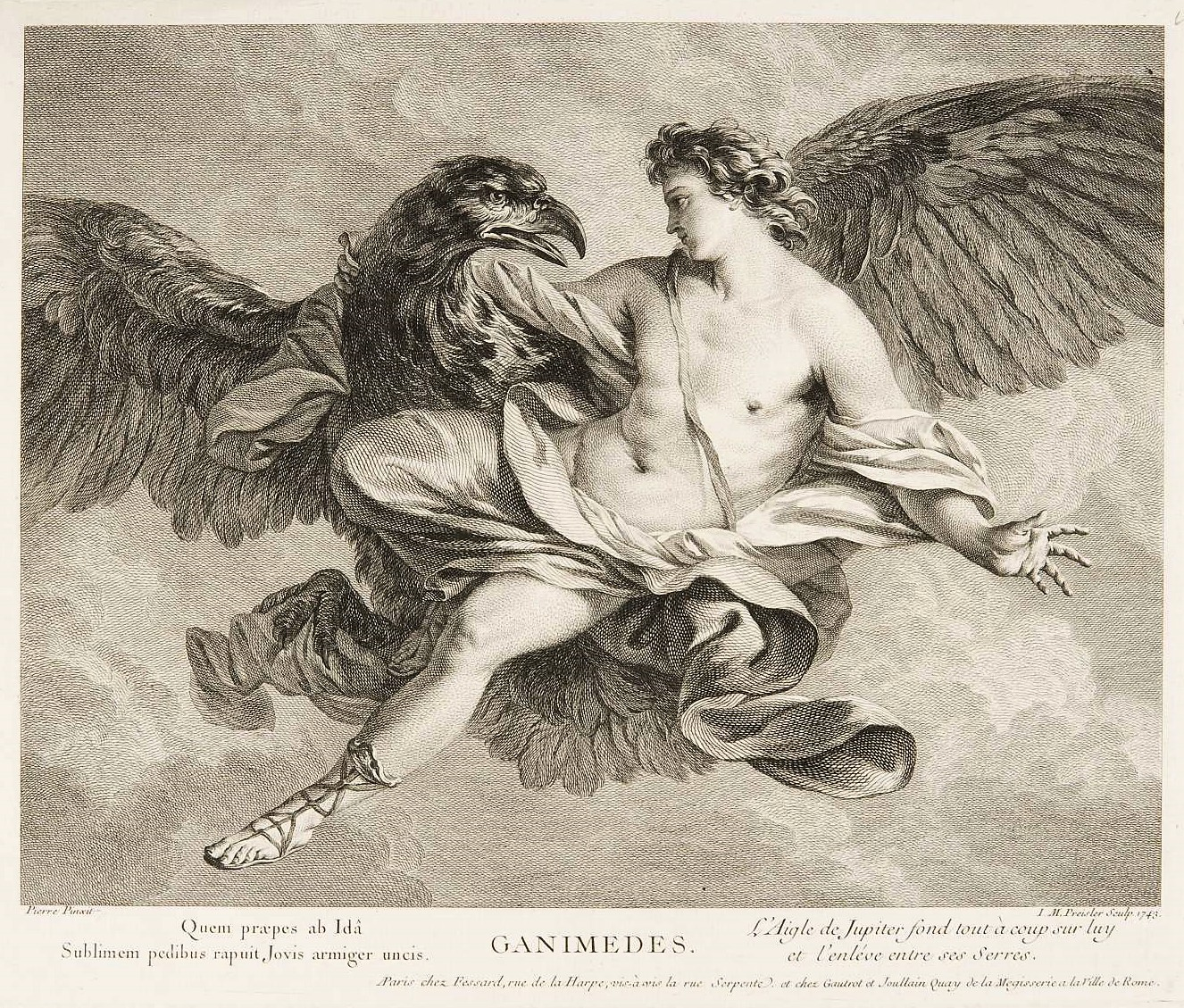
Ganymède, d'après Jean-Baptiste-Marie Pierre.

## Élèves
- Johan-Frederik Clemens